# Álvaro Pires de Castro
D. Álvaro Pires de Castro (Grijó, 1310 — 11 de Junho de 1384), rico-homem, era irmão de D. Inês de Castro. As suas ambições pessoais e as da família terão sido causa da morte da irmã. Uma das razões que terá levado D. Inês à morte foi o facto dos irmãos serem acusados de conspiradores contra o rei e aspirando ver no trono os seus sobrinhos, receios estes que se provaram infundados depois da sua morte.
Depois de ter abandonado Castela, com seu meio-irmão, para apoiar o rei D. Fernando I de Portugal contra Henrique de Trastâmara, D. Álvaro teve grande prestígio no reino, sendo distinguido com o senhorio de várias terras, e títulos nobiliárquicos, sucessivamente, 1º conde de Viana (da Foz do Lima) (1371), e 1º conde de Arraiolos (1372).
Terá sido igualmente conde de Caminha e conde de Aldeia Galega.
Nessa altura D. Fernando doou-lhe Silves e o seu castelo (4.3.1367).
Foi o 1º Condestável de Portugal, criado em 1382 pelo referido rei português.
Jaz no Convento de São Domingos de Lisboa, no arco da capela de Nossa Senhora das Virtudes, em sepultura do chão, com um letreiro que diz «Aqui jaz D. Álvaro Pires de Castro 1º Conde Estaval de Portugal, e a Condeça D. Maria Ponce sua molher».

## Dados genealógicos
Era filho deː
- Pedro Fernandes de Castro O da Guerra, e de Aldonça Lourenço de Valadares, filha de Lourenço Soares de Valadares, senhor de juro e herdade de Tangil, e de Sancha Nunes de Chacim[4].

Casado comː
- María Ponce de León, filha de Pedro Ponce de Leão O Velho, 2.º senhor de Marchena, e de Beatriz de Ejérica, filha de Jaime de Aragão, barão de Ejérica[5].

Tiveramː
- D. Pedro de Castro, 2.º conde de Arraiolos, casado com Leonor de Menezes, filha do conde de Barcelos;[5]
- D. Beatriz de Castro, casada com Pedro Nuñez de Lara, conde de Mayorga;[6]
- D. Isabel de Castro,[7] casada com Pedro Enríquez de Castilla, conde de Trastâmara;
- D. Afonso de Castro, casado com María Ramírez de Guzmán.[8]